# Stwardnienie tętnic typu Mönckeberga

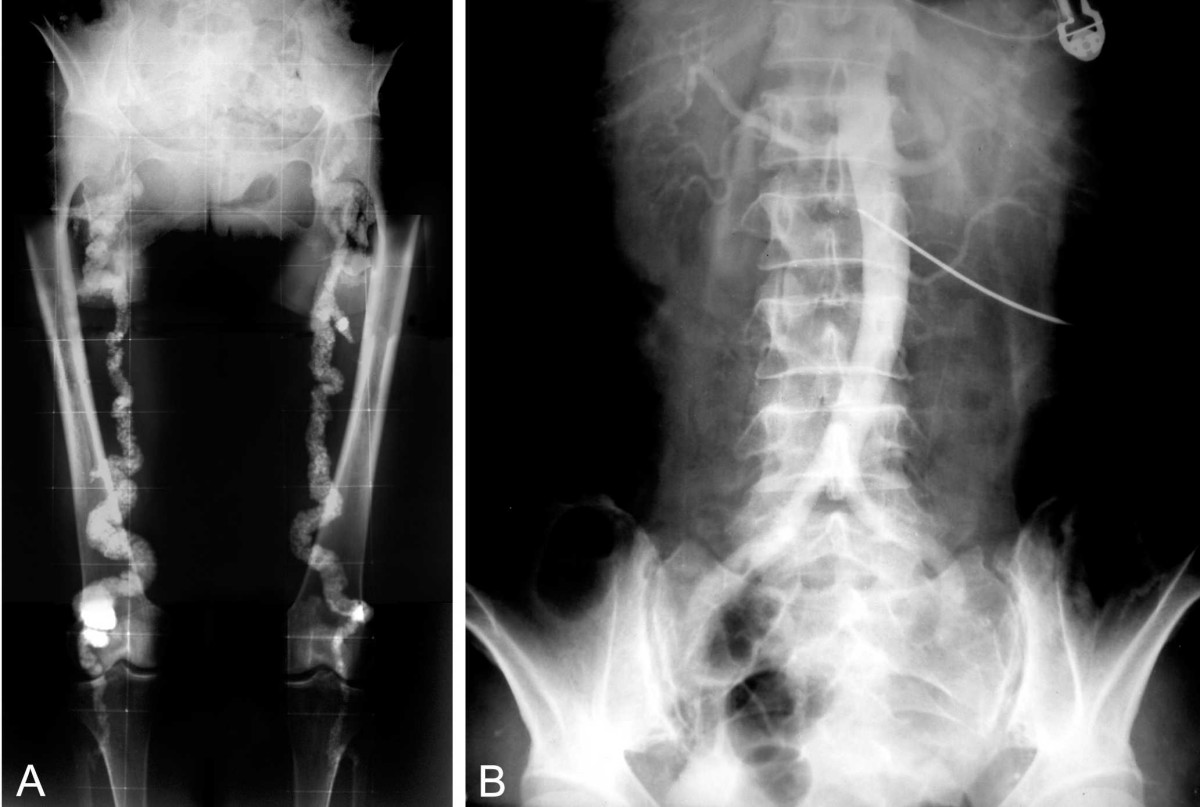
A. Radiogram kończyn dolnych u pacjenta z miażdżycą Mönckeberga uwidacznia nasilone wapnienie w ścianie tętnic udowych. B. Aortografia ujawnia niemal całkowite zamknięcie światła tych naczyń

Stwardnienie tętnic typu Mönckeberga (miażdżyca Mönckeberga; ang. Monckeberg’s arteriosclerosis, medial calcific sclerosis) – postać miażdżycy, w przebiegu której błona środkowa tętnic ulega zwapnieniu. Jednostka chorobowa została opisana przez niemieckiego patologa Johanna Georga Mönckeberga w 1903 roku. Miażdżyca Mönckeberga występuje częściej w przebiegu niewydolności nerek i cukrzycy.